# Dans les pas de Marie Curie
Pour plus de détails, voir Fiche technique et Distribution.
Dans les pas de Marie Curie (Śladami Marii Skłodowskiej-Curie) est un documentaire biographique franco-polonais réalisé par Krzysztof Rogulski et sorti en 2011. À Adam Rogulski et Jean Boulègue.

## Fiche technique
- Titre français : Dans les pas de Marie Curie
- Titre polonais : Śladami Marii Skłodowskiej-Curie
- Titre anglais : In the footsteps of Marie Curie
- Réalisation : Krzysztof Rogulski
- Scénario : Krzysztof Rogulski, Urszula Lesiak
- Produit par : Stéphanie Vannier, Philippe Boulègue, Krzysztof Rogulski
- Chef Opérateur : Piotr Jaxa
- 1er Assistants Caméra : Guillaume Vatan, Emile Auje, Filip Baczuń
- Assistants opérateurs : Tomasz Michalczewski, Filip Jurzyk
- 1er Assistants réalisateur : Marie-Jeanne Lardic, Jerzy Rogulski
- Chef Monteuse : Urszula Lesiak
- Assistante monteuse : Agata Lopko
- Musique originale : Krzysztof Aleksander Janczak
- Direction de production : Stéphanie Vannier, Ireneusz Niewolski, Barbara Wróbel
- Documentaliste : Céline Leroux-Vincent
- Traductions : Hélène Martin-Brelot
- Consultation historique : Małgorzata Sobieszczak-Marciniak
- Son : Yann Lalau-Keraly, Sławomir Szatkowski
- Electricien : Olivier Garin
- Régisseur général : Hugo Prat
- Régisseurs : Dariusz Rzepecki
- Ensemblier : Grzegorz Rzepecki
- Costumes : Dorota Roqueplo
- Habilleuse : Ewelina Sas
- Co-Production : Alchimic Films, Filmstom Productions  Pologne, Olivier Productions, Telessonne
- Alchimic Films, Filmstom Productions présentent
Avec la participation de : TV5Monde et du Centre Culturel et Artistique de Mazovie (Mazovie)
Co-financement : Le Fond de Cinéma de Mazovie, Conseil Général de Voïvodie de Mazovie, Polish Film Institute (Polski Instytut Sztuki Filmowej)
- Sociétés de distribution :
- Pays d'origine :  France, Modèle:Polot
- Langue originale : français polonais
- Genre : drame
- Durée : 80 minutes
- Dates de sortie  : 
  -  Pologne 14 décembre 2011
  -  France 1er mars 2012

## Distribution
- Elisabeth Duda : Marie Curie
- Erick Deshors : Pierre Curie
- Lola Lasseron : Irène Curie
- Judyta Turan : Bronia Sklodowska
- Jerzy Rogulski : Władysław Skłodowski
- Virginie Little : Marguerite Borel
- Yves Nouveau : Paul Appell
- Karolina Wróbel, Katarzyna Cieszkowska, Karolina Kowalska, Tomasz Kowalski : les enfants
- Vincent Diolot, Christophe Beudet, Sébastien Duda : les soldats
- Jacques Bonnaffé : Voix (Le narrateur)